# Kater Karma
Regillio Pinas, artiestennaam Kater Karma (1 september 1988), is een Surinaams oud-voetballer en reggae- en dancehallzanger. In 2019 was hij de meest gestreamde artiest van Suriname. In 2020 was hij lijstduwer voor ABOP tijdens de verkiezingen in Suriname.

## Biografie
Pinas volgde een mbo-opleiding aan het NATIN. Rond 2010 speelde hij voetbal op topniveau, waaronder enkele interlands als middenvelder in het Surinaams voetbalelftal.
Een vriend van hem moedigde hem aan in de muziek te gaan. Mettertijd verdween zijn onzekerheid. Hij zingt vooral over liefde in de stijlen reggae en dancehall. Naast Suriname heeft hij ook fans in Frans-Guyana. Toen hij in 2011 meeging met een tour naar Nederland, ontdekte hij dat hij ook daar fans had. Hierna woonde hij enkele jaren in Nederland.
In 2015 werd hij door het Franse parket gedaagd vanwege bezit van soft- en harddrugs en doodsbedreiging. Hij zat ook een gevangenisstraf uit. Deze betekende volgens hem een enorme verandering in zijn leven, van negativiteit naar positiviteit. Hij keerde datzelfde jaar terug naar Suriname. In 2017 werd hij in zijn eigen huis overvallen door drie gewapende inbrekers.
Volgens de zanger is het voor artiesten in Suriname een moeilijk bestaan, omdat kopieën worden gemaakt van hun cd's en ze illegaal worden verkocht. Hij is van mening dat hier maatregelen tegen genomen zouden moeten worden, bijvoorbeeld door middel van een platenlabel dat opkomt voor de rechten van artiesten. Terwijl de regering in 2019 aankondigde juristen te willen aantrekken die artiesten zouden moeten beschermen, verhoogde ze enkele maanden later de vermakelijkheidsbelasting. In 2019 werd de streamingdienst TrackDrip opgericht die aan artiesten tegemoet komt. In dat jaar werd Kater Karma uitgeroepen tot meest gestreamde artiest van deze dienst, en daarmee van Suriname.
Hij werd meermaals onderscheiden met Su Music Awards. In 2017 ontving hij twee prijzen, als beste mannelijke artiest en voor het best geschreven lied, en in 2018 voor de beste muziekvideo van Geen stress. In 2019 ontving hij deze prijs opnieuw in meerdere categorieën. Hij komt nog geregeld in Nederland voor optredens, zoals in juli 2018 tijdens het Damaru Live in Concert in Amsterdam en in juli 2019 met de kasekogroep Cyriel & The Møre Love Band.
Tijdens de verkiezingen van 2020 was hij lijstduwer voor de ABOP in het kiesdistrict Paramaribo.